# 楊楫
楊楫（1537年—？），字允通，號知江，河南歸德府商丘縣人，民籍，明朝政治人物。

## 生平
嘉靖三十七年（1558年）戊午科河南鄉試第五十四名舉人，萬曆二年（1574年）中式甲戌科會試第二百八十三名，三甲第一百零四名進士。授山东金乡县知县，八年六月选授山东道试监察御史，巡视直隶漕运，十年八月升陕西按察司屯田佥事，九月调分巡关内道，驻扎凤翔，十三年闰九月升陕西参议，二十年五月起补陕西固原兵备，二十二年三月升陕西副使，二十三年九月调山东天津兵备。

## 家族
曾祖楊瑾；祖父楊祺；父楊景道。母賈氏。慈侍下。兄楊校（監生）、楊楠（太醫院院判）、楊栢（湖廣右布政使）、楊柯、楊梯、楊榜（署都指揮僉事）。